# Estádio Municipal de Alcobaça
 (mars 2025).
Si vous disposez d'ouvrages ou d'articles de référence ou si vous connaissez des sites web de qualité traitant du thème abordé ici, merci de compléter l'article en donnant les références utiles à sa vérifiabilité et en les liant à la section « Notes et références ».
L'Estádio Municipal de Alcobaça est un stade de football situé à Alcobaça, au Portugal.

## Historique

### Origines
Le stade a été construit à la base pour les activités sportives de la ville d'Alcobaça. Le football est majoritaire, et le Ginásio Clube de Alcobaça en est le principal occupant.

## Structure et équipement
Le stade est équipé d'une piste d’athlétisme et d'un terrain de football synthétique.

## Utilisation du stade

### Ginásio Clube de Alcobaça
Le stade accueille chaque rencontres du Ginásio de Alcobaça. Le stade a vu accueillir de nombreuses équipes, notamment celle du Benfica, du Sporting ou encore du FC Porto. Car pendant la saison 1982-1983 le club a réussi l'exploit d'atteindre la première division en football.
Ce stade est aussi utilisé par le Ginásio envers les catégories juniors.

## Environnement et accès

### Accès au stade
Pour accéder au stade il existe différents trajets. Le stade se trouve en plein centre-ville de la ville de Alcobaça sur la Rua de Olivença. Pour accéder venant du nord, on peut prendre l'autoroute A8 en provenance de la sortie de Valado dos Frades par la nationale 8-4.
Pour ceux qui accèdent par le sud, il existe différents chemins mais le plus rapide reste la nationale 8-6 qui relie Benedita à Alcobaça en provenance de la nationale 1.
La nationale 8 accède vers l'est en direction de Porto de Mós et de Batalha qui amène directement vers la nationale 1 qui se dirige vers Leiria.

### Urbanisme
Le stade est un modèle, des anciens stades portugais construits anciennement.